# Citigroup Center
El Citigroup Center (antiguamente Citicorp Center y actualmente denominado 601 Lexington Avenue) es un rascacielos de oficinas situado en la Calle 53, entre Lexington Avenue y la Tercera Avenida, en Midtown Manhattan, Nueva York. Se construyó en 1977 para albergar la sede del Citibank. Tiene 279 metros de altura (que lo hacen uno de los 50 edificios más altos de Nueva York), 59 plantas y 120 000 m² de oficinas.
Es uno de los rascacielos más característicos del skyline de Nueva York, gracias a su cima, inclinada 45°, y su única base "sobre zancos." Fue diseñado por el arquitecto Hugh Stubbins y el ingeniero estructural William LeMessurier. Actualmente, es propiedad de Boston Properties, y en 2009, se renombró 601 Lexington Avenue.

## Historia

### Contexto y diseño

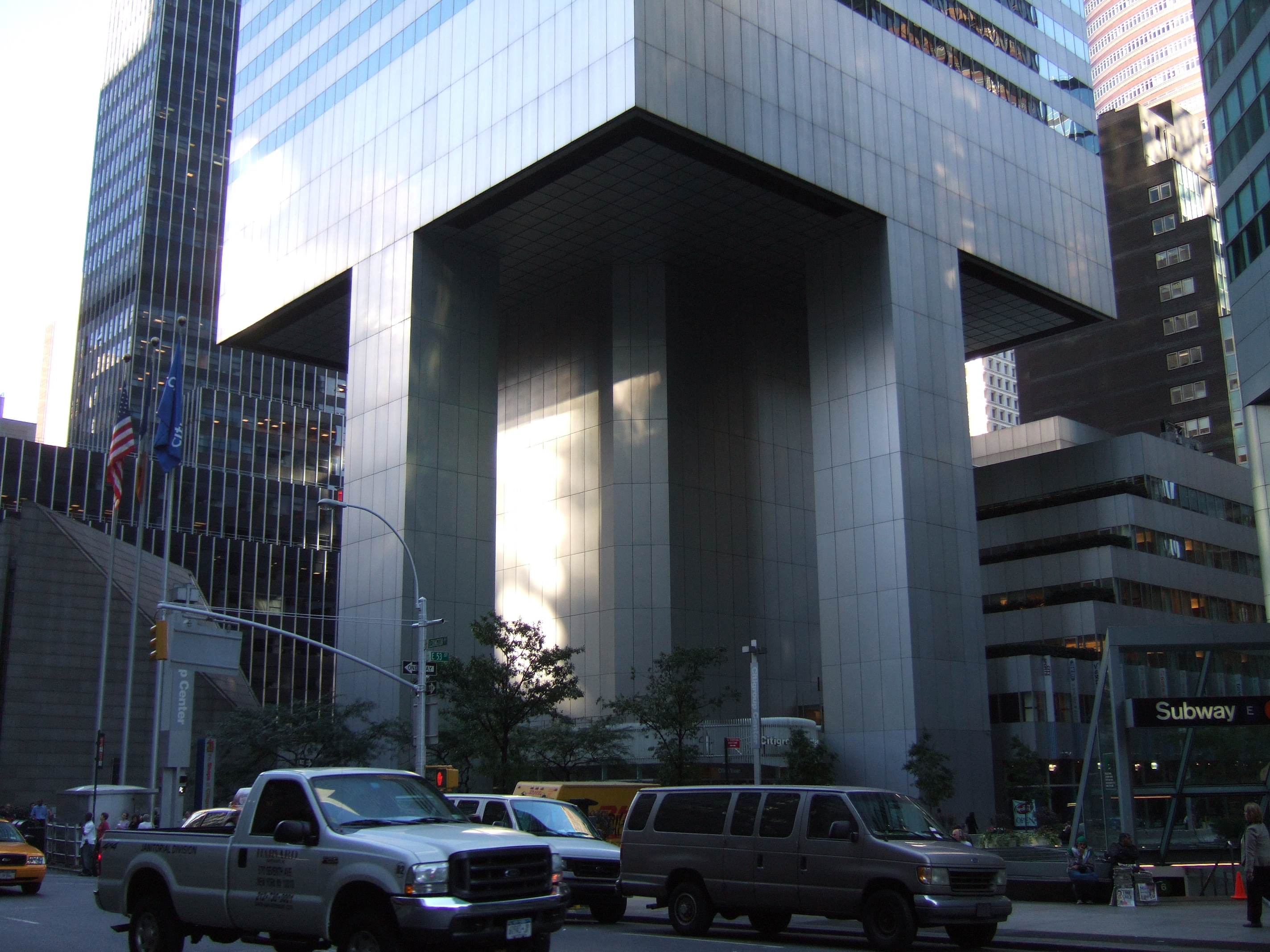
La base del Citigroup Center, con la Iglesia Evangélica Luterana de san Pedro en el lado izquierdo, debajo del rascacielos, que hizo necesario la extraña disposición de las columnas.

La Iglesia Evangélica Luterana de san Pedro ocupaba la esquina noroeste de la parcela. Esta iglesia se fundó en 1862 y en 1905 se trasladó a esta ubicación, en la esquina de la Calle 53 y Lexington Avenue.
Desde el inicio, el Citigroup Center fue un desafío de ingeniería. Cuando empezó el proyecto del rascacielos, a principios de los años setenta, la esquina noroeste de la parcela estaba ocupada por la iglesia luterana de san Pedro. La iglesia permitió que Citicorp demoliera la antigua iglesia y construyera el rascacielos bajo la condición de que construyera una nueva iglesia en la misma esquina, sin conexión con el nuevo edificio y sin columnas que la atravesaran, debido a que la iglesia quería permanecer en esa ubicación, cerca de una de las esquinas. Los arquitectos se preguntaron en su momento si esta exigencia era demasiado y haría inviable el proyecto.
El ingeniero estructural William LeMessurier colocó esta torre de 59 plantas sobre cuatro grandes columnas, de 35 metros de altura, situadas en el centro de cada uno de los cuatro lados, en lugar de las esquinas, disposición más habitual. Este diseño permitió que el lado noroeste del edificio sobresalga en voladizo 22 metros sobre la nueva iglesia. Para conseguir esto, LeMessurier usó un sistema de refuerzos estructurales apilados con forma de chevrones invertidos. Cada chevrón reconducía las grandes cargas a su vértice, posteriormente hacia el terreno a través de las columnas.

### Crisis de 1978

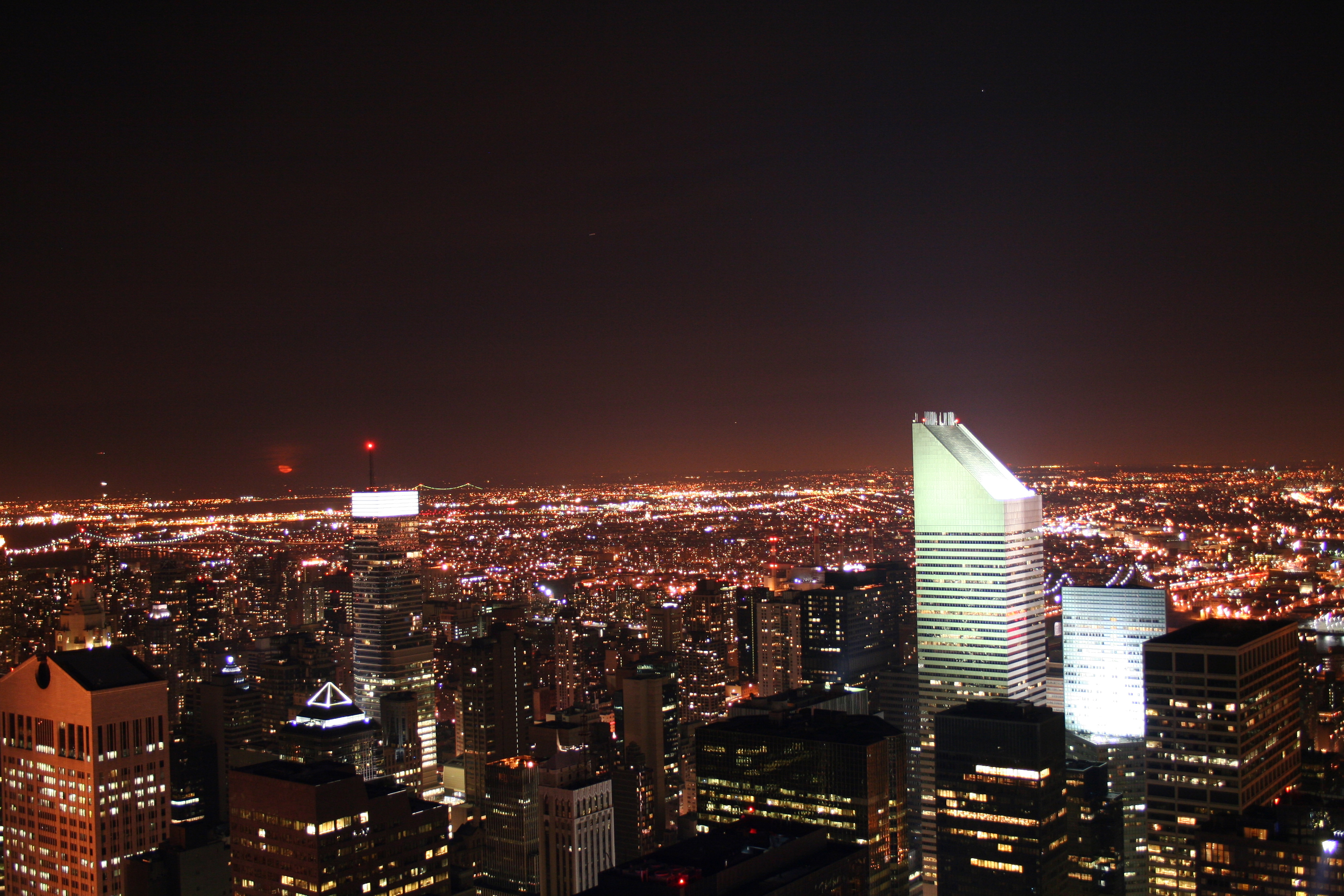
Vista nocturna del Citigroup Center desde el GE Building.

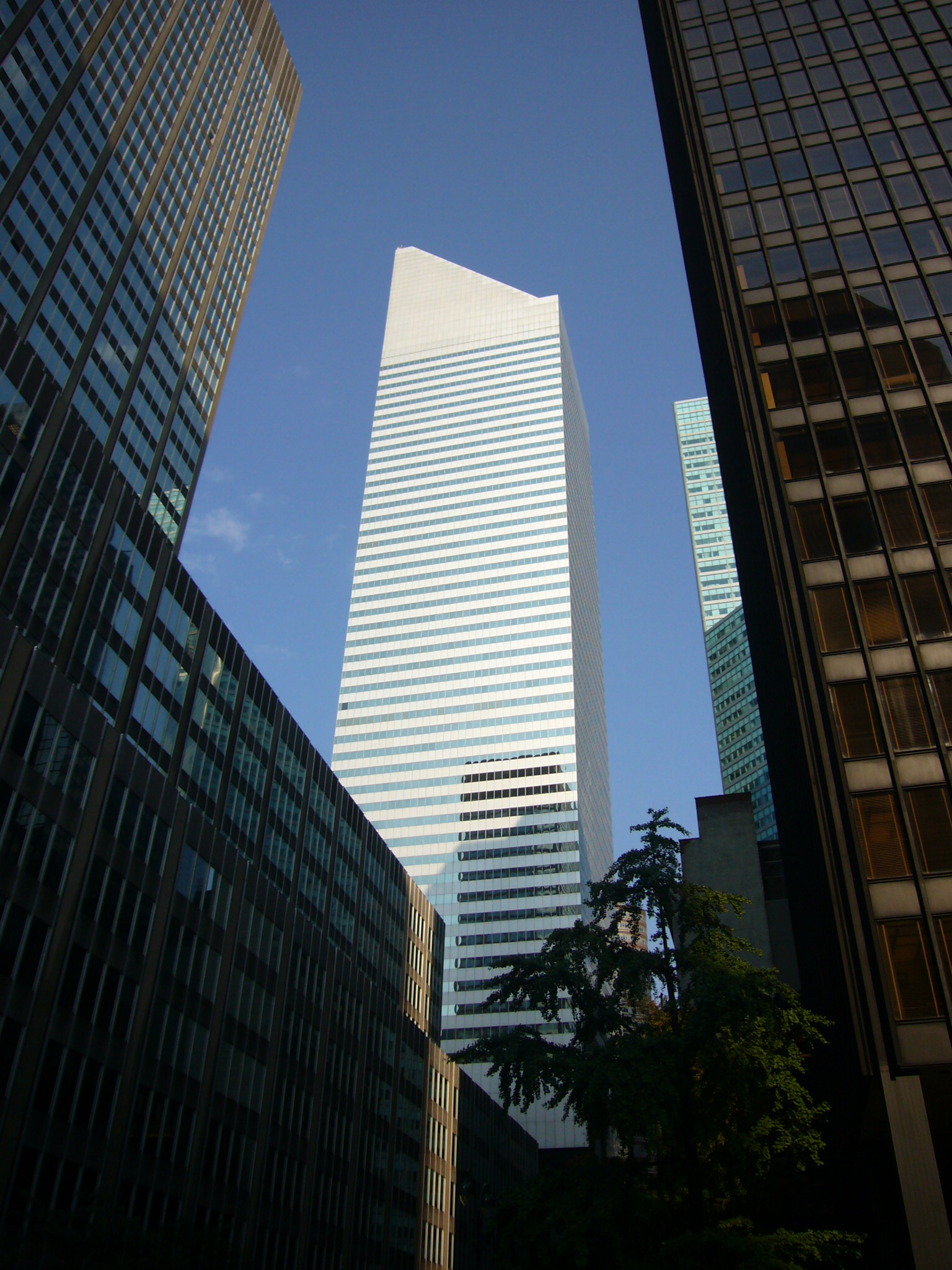
Vista desde la calle.

Debido a un error en el diseño y a modificaciones del proyecto durante la construcción, el edificio tal y como se completó inicialmente no era seguro estructuralmente. Para su diseño original, LeMessurier calculó las cargas del viento en el edificio cuando el viento venía desde el norte, el este, el sur o el oeste, impactando directamente contra un lado, pero no calculó estas cargas cuando el viento procedía de una de las esquinas (noreste, noroeste, sudeste o sudoeste). En junio de 1978, a raíz de una discusión entre una estudiante de ingeniería civil en la Universidad de Princeton, Diane Hartley, y el ingeniero Joel Weinstein, LeMessurier recalculó las cargas del viento en el edificio, esta vez incluidos los vientos diagonales. Estos cálculos mostraron que con un viento diagonal, había un incremento del 40% en las cargas del viento y un incremento del 160% de la carga en todas las juntas de conexión.
El diseño original de LeMessurier de los refuerzos con forma de chevrón usaba juntas soldadas. Sin embargo, durante la construcción, para ahorrar costes de materiales y mano de obra, los constructores usaron juntas atornilladas (un cambio que se hizo tras la aprobación del proyecto por parte del ayuntamiento). El diseño original con juntas soldadas tenía una resistencia muy amplia para soportar las cargas de vientos "rectos," con un margen de seguridad suficiente para aguantar también las cargas superiores de los vientos "diagonales," pero la carga generada por un viento diagonal de un huracán de 110 km/h superaría la resistencia de las juntas atornilladas de los chevrones. Los tornillos podrían romperse y el edificio podría derrumbarse. Se realizaron pruebas en el túnel de viento con maquetas del Citigroup Center, que mostraron que la velocidad del viento necesaria para que el edificio se derrumbara ocurría de media una vez cada 55 años. El edificio tenía un amortiguador de masa, que contrarresta buena parte de la carga del viento, pero si se produce un corte del suministro eléctrico, por ejemplo durante un huracán, el amortiguador se apagaría y bastaría con un viento de mucha menos velocidad. Un viento de esta velocidad se produce de media una vez cada dieciséis años. LeMessurier también descubrió que había usado el factor de seguridad de las cerchas, 1:1, en lugar del factor de seguridad de las columnas, 1:2. Estos factores combinados pusieron al edificio en un peligro crítico. Estos problemas se descubrieron en junio, a principios de la temporada de huracanes, y se tuvieron que solucionar rápidamente.
Se ha dicho que LeMessurier se atormentó sobre cómo resolver el problema. Si lo hacía público, se arriesgaba a arruinar su reputación profesional. Primero se dirigió al arquitecto (Hugh Stubbins), y después a Citicorp. Les aconsejó que tomaran medidas rápidas, y finalmente consiguió que repararan el edificio sin informar al público, tarea facilitada por la huelga de la prensa de 1978.
Durante los tres meses siguientes, los equipos de construcción soldaron los forjados de acero, de dos pulgadas de anchura, a cada una de las doscientas juntas atornilladas del rascacielos. Trabajaban por la noche, después de cada jornada laboral, casi sin conocimiento del público general. Pasadas seis semanas de obras, una tormenta importante (el Huracán Ella) superó el Cabo Hatteras y se dirigía a Nueva York. Con Nueva York a horas de una evacuación de emergencia, el refuerzo estaba aún a medio acabar. Afortunadamente, Ella giró posteriormente hacia el este y se dirigió hacia al mar, dando tiempo suficiente para que los trabajadores resolvieran permanentemente el problema. Citicorp llegó a elaborar planes de evacuación de emergencia del barrio que lo rodea con funcionarios locales.
Debido a que no sucedió nada a causa del error de cálculo, el problema se ocultó al público durante casi veinte años. Se dio a conocer en un largo artículo del The New Yorker de 1995.

### Cuestiones éticas

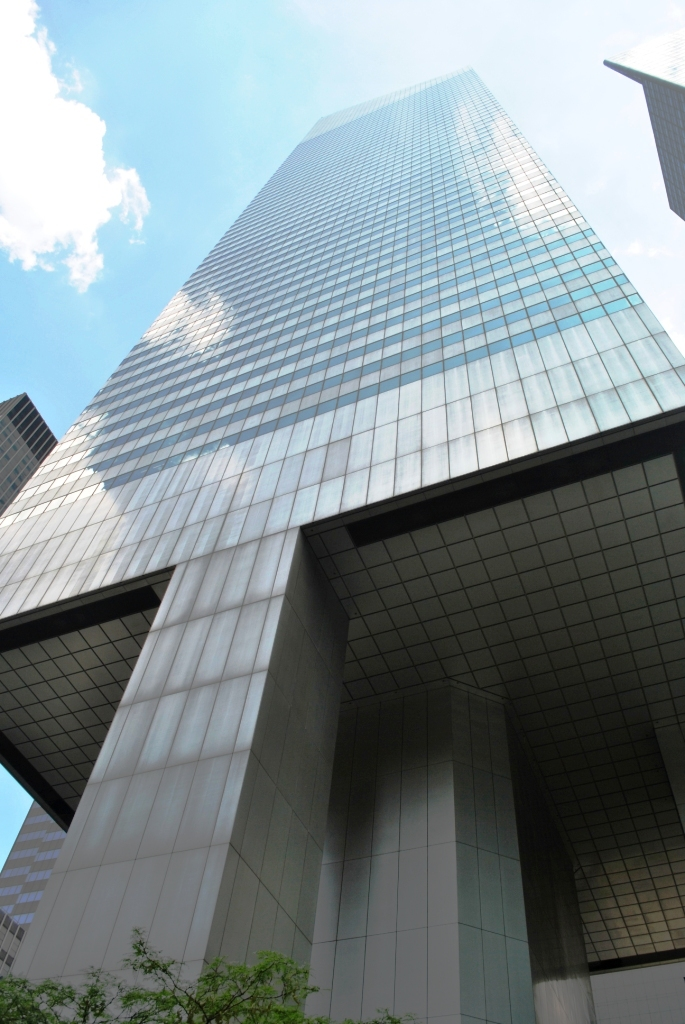
El Citigoup Center desde su base.

El arquitecto Eugene Kremer ha discutido sobre las cuestiones éticas que se plantean en este caso. Se ha criticado a LeMessurier por una supervisión insuficiente de las obras, que permitió que se construyera con juntas atornilladas en lugar de soldadas, por no informar a los vecinos en peligro, por engañar al público sobre la extensión del peligro durante el proceso de refuerzo y por no informar a otros arquitectos sobre el problema y su solución durante veinte años. Sin embargo, su acto de avisar a Citicorp sobre el problema en su diseño se pone como ejemplo de comportamiento ético en varios libros de ingeniería.
Kremer discute seis puntos clave:
1. Análisis de las cargas del viento. Comprobar todos los cálculos y no confiar solo en los códigos de construcción, que establecen solo requisitos mínimos.
2. Cambios en el diseño. En este caso el cambio de juntas soldadas a atornilladas. Los cambios se deben considerar en el contexto general del diseño y ser aprobados por todos los implicados en la construcción del edificio.
3. Responsabilidad profesional. Para seguir los códigos de conducta de cualquier institución profesional, LeMessurier debió considerar primero la seguridad pública.
4. Comunicados públicos. En este caso los comunicados públicos realizados por LeMessurier y Citigroup pretendían engañar deliberadamente al público.
5. Seguridad pública. Los comunicados públicos negaron al público su derecho a asegurar su propia seguridad y tomar sus propias decisiones.
6. Avance del conocimiento profesional. Ocultar este problema durante casi veinte años impidió un aprendizaje ético y técnico que, de otra manera, se podría haber producido.

### Venta y cambios de nombre
El antiguo presidente de Citicorp Walter B. Wriston estaba supuestamente detrás de la decisión de comprar varios edificios bajos y medios en la zona. En 1987, Citigroup vendió dos tercios de su propiedad del edificio, junto con un tercio de 399 Park Avenue, a Dai-Ichi Mutual Life Insurance Company por 670 millones de dólares (el coste de su construcción, incluida la inflación, fue de 366 millones). En 2001, Citicorp vendió el resto del edificio por 755 millones de dólares (coste incluida la inflación 570 millones) a Boston Properties. Citigroup trasladó su sede al 399 de Park Avenue.
En 2008, el nuevo dueño del edificio, Boston Properties, empezó el proceso de cambiar el nombre del edificio a "601 Lexington Avenue." La renovación del vestíbulo hizo que la entrada principal de la torre se trasladara de la Calle 53 a Lexington Avenue. Se quitaron del edificio y la manzana todos los letreros de Citigroup. El cambio de nombre se hizo efectivo en 2009. La empresa está considerando vender los derechos de nombre del edificio.

## Elementos destacables

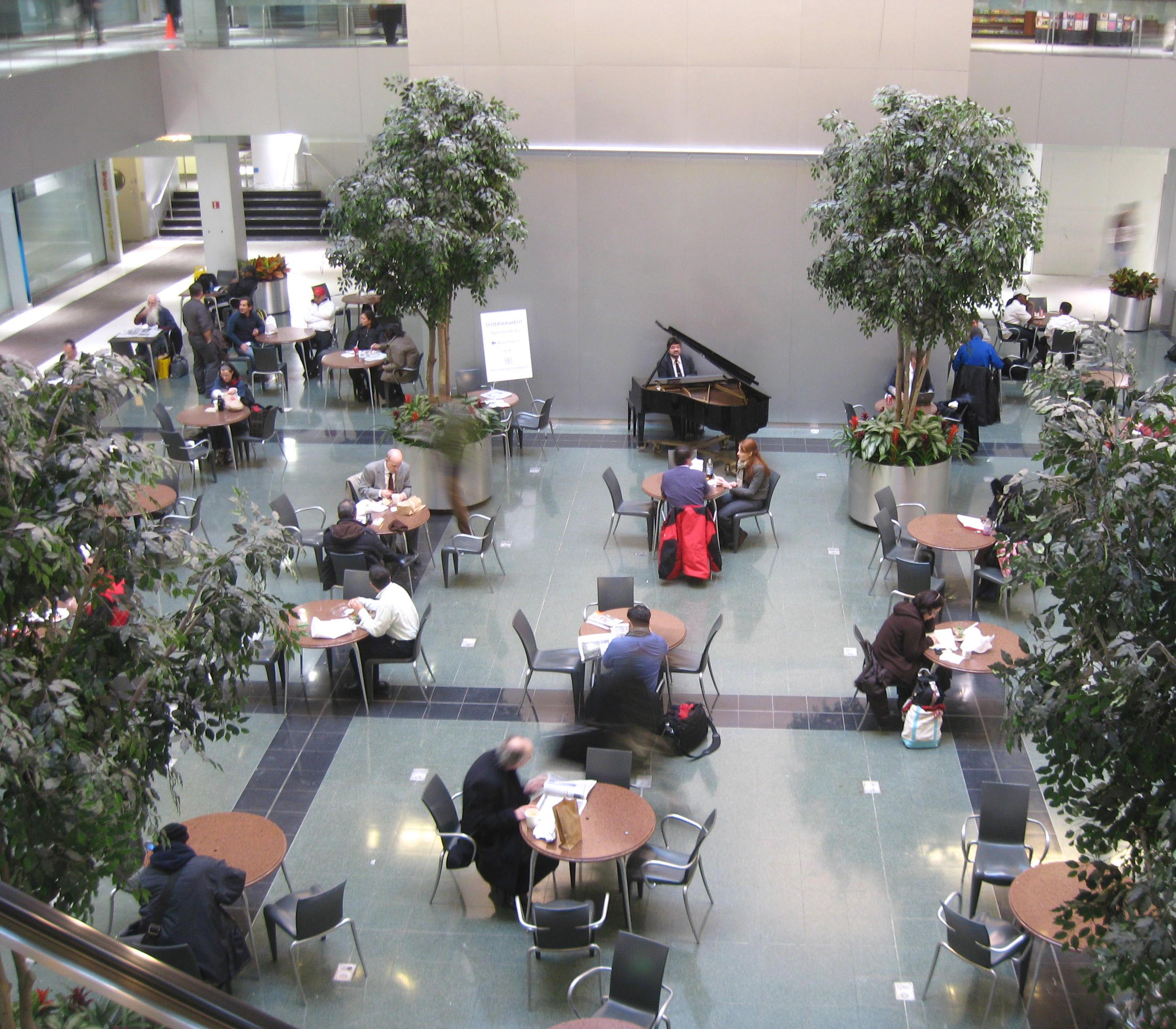
El vestíbulo público.

- El techo del Citigroup Center tiene una inclinación de 45 grados debido a que originalmente iba a contener paneles solares para generar energía. Sin embargo, esta idea se abandonó posteriormente debido a que la orientación del techo inclinado hacía que los paneles solares no recibieran la luz del sol directamente.
- Para ayudar a estabilizar el edificio, se colocó un amortiguador de masa en el espacio mecánico de la cima. Esta pieza pesa 350 toneladas, y está diseñada para contrarrestar los movimientos de oscilación producidos por efecto del viento en el edificio. Reduce el movimiento del edificio debido al viento en un 50%.[18] El Citigroup Center fue el primer rascacielos de los Estados Unidos con un estabilizador de masa.
- El edificio tiene ascensores de dos pisos. Cada uno de ellos está diseñado de manera que un ascensor sirve solo a las plantas impares y el otro solo las plantas pares.
- La sede corporativa de Citigroup, al contrario que según la creencia popular, no se sitúa en el edificio, sino al otro lado de la calle, en el 399 Park Avenue.
- En 2002, se reforzó una de las columnas con escudos resistentes de acero y cobre, para proteger al edificio frente a la posibilidad de un atentado terrorista.[19]
- Desde 1987 hasta 2009, el banco realizó una exposición anual de trenes de juguete en el vestíbulo.[20]

## En la cultura popular
El edificio aparece en muchos programas de televisión y películas (a menudo como parte de una panorámica mayor de Nueva York), en especial durante la secuencia de apertura de la serie de televisión del género policial y legal Ley y orden, y también se puede ver en el fondo de los créditos de apertura de la comedia de los años ochenta Taxi.
En un episodio de la primera temporada de la serie de televisión NUMB3RS, titulado Structural Corruption ("Corrupción Estructural"), hay un edificio ficticio, llamado Cole Center, con fallos casi exactos a los de la crisis del Citigroup Center. Como en la vida real, un estudiante de la universidad que estudiaba el Cole Center averigua que el edificio tiene una resistencia insuficiente si se somete a vientos diagonales. Sin embargo, las juntas problemáticas insuficientes del Cole Center están en los cimientos, y para que el edificio sea seguro se añade un amortiguador de masa (no presente en el diseño original, al contrario que en el Citigroup Center real).
El diseño y la historia del edificio fueron el tema del episodio 110, Structural Integrity, del programa de radio 99% Invisible.